# 어바웃 슈미트
《어바웃 슈미트》(영어: About Schmidt)는 2002년에 개봉한 미국의 코미디 드라마 영화이다. 알렉산더 페인이 연출하고, 잭 니컬슨 등이 출연하였다. 루이스 베글리가 1996년에 출판한 동명 소설에 느슨하게 기반을 두었다.
2002년 12월 13일 미국에서 뉴 라인 시네마를 통해 개봉하였으며, 평과 흥행 양면에서 성공하였다.

## 줄거리
워런 슈밋(슈미트)은 네브래스카주 오마하의 생명 보험 회사에서 오랫동안 근무한 보험계리인으로, 은퇴 기념 저녁 식사 후 무력감을 느낀다. 무료함을 달래고자 슈밋은 아프리카 어린이 후원 프로그램에 등록하고, 탄자니아 소년 은두구 움보에게 자신의 삶을 담은 편지를 쓴다.
슈밋은 후임에게 도움을 주려고 회사를 방문했다가 자신이 회사에서 쓸모없는 존재가 된 것을 깨닫는다. 슈밋이 모터홈을 사자마자 아내 헬렌이 뇌 혈전으로 사망하고, 슈밋은 은두구에게 헬렌과 오랫동안 소원한 사이였다고 고백한다.
딸 지니와 약혼자 랜들이 덴버에서 찾아와 함께 장례를 치르지만, 지니는 슈밋의 무심함에 실망하고 랜들은 피라미드 사기를 제안한다. 슈밋은 랜들을 지니의 결혼 상대로 못마땅하게 여긴다.
지니와 랜들이 떠난 후 슈밋은 외로움에 잠식된다. 슈밋은 헬렌의 외도 사실을 알게 되자 헬렌의 유품을 버린 뒤 불륜 상대였던 친구에게 분노를 표출한다.
슈밋은 지니의 결혼을 막기 위해 모터홈을 타고 지니를 방문하지만, 막상 지니를 만나자 말을 꺼내지 못한다. 지니는 식전에 슈밋이 자신의 집에 머물기를 원치 않는다고 말한다. 결국 슈밋은 과거를 회상하며 모교인 캔자스 대학교와 고향을 둘러보지만 그의 어린 시절 집은 타이어 가게로 변해 있다.
캠핑장에서 슈밋은 한 부부를 만나고 이들과 어울리다가 아내 쪽에게 치근덕대고 만다. 쫓겨난 슈밋은 모터홈 지붕에서 밤하늘의 별을 보며 헬렌을 용서하는 한편 자책을 한다. 이때 유성우가 쏟아지자 슈밋은 이를 헬렌이 보낸 신호로 여기고 다시 활기가 왕성해진다.
슈밋은 랜들의 어머니인 로버타의 덴버 집에 머물게 되지만 로버타의 특이한 가족은 그에게 불편함을 준다. 게다가 슈밋은 랜들의 물침대에서 잠을 자다가 허리를 다친다. 로버타는 온수 욕조에서 몸을 지지면 나아질 거라고 제안하더니 슈밋에게 치근덕대고, 슈밋은 도망쳐 버린다. 다음 날 결국 지니의 결혼을 막지 못한 슈밋은 식장에서 억지로 축사를 한다.
집으로 돌아오는 길에 슈밋은 은두구에게 자신의 삶이 무의미했고 곧 잊혀질 존재라는 절망적인 편지를 쓴다. 하지만 집에 도착해 탄자니아의 수녀에게서 온 편지와 은두구의 그림을 뜯어보고 감동의 눈물을 흘린다.

## 출연진
- 잭 니컬슨 - 워런 R. 슈밋 역
- 캐시 베이츠 - 로버타 허츨 역
- 호프 데이비스 - 지니 슈밋 역
- 더멋 멀로니 - 랜들 허츨 역
- 준 스키브 - 헬렌 슈밋 역
- 하워드 헤스먼 - 래리 허츨 역
- 해리 그로너 - 존 러스크 역
- 코니 레이 - 비키 러스크 역
- 렌 캐리우 - 레이 니컬스 역
- 맷 윈스턴 - 게리 노딘 역
- 필 리브스 - 목사 역

## 기타 제작진
- 총괄 제작: 레이철 호러비츠

## 우리말 녹음
KBS 성우진 (2005년 2월 12일)
- 유강진 - 워런(잭 니컬슨)
- 손정아 - 로버타(캐시 베이츠)
- 이현선 - 지니(호프 데이비스)
- 김영민 - 랜들(더멋 멀로니)
- 박민아 - 헬렌(준 스키브)
- 박상일 - 래리(하워드 헤스먼)
- 안종국 - 레이(렌 캐리우)
- 탁원제 - 존(해리 그로너)
- 김창주 - 목사(필 리브스)
- 김준 - 게리(맷 윈스턴)
- 황재경 - 손드라(셰릴 하마다)
- 이기연 - 비키(코니 레이)
- 김승태 - 덩컨(마크 벤하이즌)